# Lacul zânelor
Lacul zânelor este un film românesc din 1963 regizat de Gheorghe Saidel.